# Cité de la musique et de la danse de Estrasburgo
A Cité de la musique et de la danse de Estrasburgo é um edifício dedicado à música, à dança e ao teatro, inaugurado em 2006 em Estrasburgo. O concerto inaugural foi apresentado a 15 de setembro de 2006 por Pierre Pincemaille.
É o local de atividade do Conservatório de Estrasburgo e o principal palco do Festival Musica.

## Organização
Para além do parque de estacionamento subterrâneo, a cité é composta por cinco pisos:
No rés-do-chão:

- um auditório (500 lugares)
- uma sala de órgão (50 lugares)
- um café-restaurante
- espaços do Festival Musica
- Salas amplas

No primeiro andar:

- a administração do Conservatorio
- a biblioteca
- um estudo destinado ao ensino, gravação e produção
- o polo das escolas de música da cidade de Estrasburgo
- salas de aula

No segundo andar:
salas de aula
No terceiro andar:
salas de aula
No quarto andar:
quatro grandes estudos de dança